# Страсбурзький центр астрономічних даних
Страсбурзький астрономічний центр (eng. Strasbourg Astronomical Data Center; CDS ) — це центр даних, який збирає та поширює астрономічну інформацію.  Він був заснований у 1972 році під назвою Centre de Données Stellaires Національним інститутом астрономії та геофізики (INAG). Онлайнові послуги, які зараз надає CDS, включають:
- SIMBAD - база даних астрономічних об'єктів. Це головний сервіс для ідентифікації та бібліографії астрономічних об’єктів, VizieR, який збирає астрономічні каталоги та таблиці, опубліковані в академічних газетах, і Aladin, інтерактивний атлас неба, який дозволяє візуалізувати астрономічні зображення з ґрунтових і просторових обсерваторій або надані користувача та дані зі служб CDS або інших баз даних, таких як NED.
- VizieR - сервіс для астрономічних каталогів і даних, пов’язаних із публікаціями.
- Aladin - інтерактивний атлас неба та база даних зображень.
- X-Match - служба перехресної відповідності каталогу.

Це один із учасників Міжнародного альянсу віртуальних обсерваторій (IVOA), який розробляє необхідні стандарти для забезпечення взаємодії архівів і астрономічних служб.
Місія CDS:
- збирати корисну інформацію про астрономічні об'єкти, доступну в комп'ютеризованому вигляді;
- оновлювати ці дані шляхом критичних оцінок і порівнянь;
- поширювати результати серед астрономічної спільноти;
- проводитит дослідження, використовуючи ці дані.[2]

27 листопада 2010 року через CDS було доступно 9591 каталогів, у тому числі:
- 8 971 доступно онлайн (як файли ASCII або FITS)
- 8 608 доступний через сервіс Vizier.

## Дивись також
- Страсбурзька астрономічна обсерваторія

## Зовнішні посилання
- Домашня сторінка CDS